# Woodia mucronata
Woodia mucronata är en oleanderväxtart som först beskrevs av Carl Peter Thunberg, och fick sitt nu gällande namn av Nicholas Edward Brown. Woodia mucronata ingår i släktet Woodia och familjen oleanderväxter. Inga underarter finns listade i Catalogue of Life.